# Medinger Osterorationale

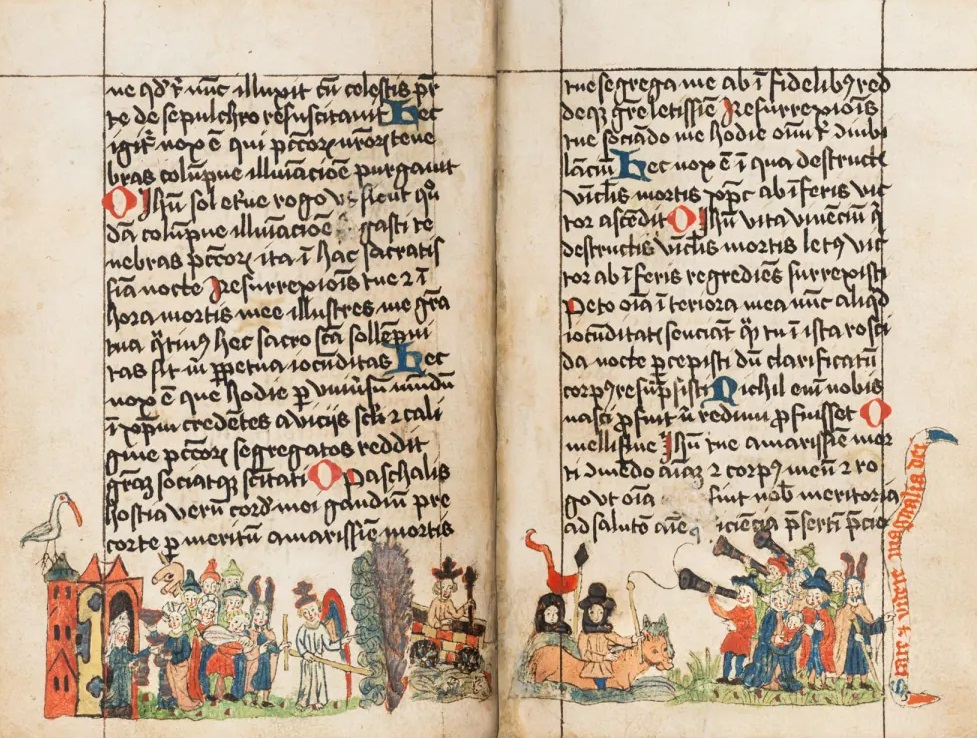
Medinger Osterorationale, Doppelseite mit Illustrationen. Der Text besteht aus Passagen des Exsultet (mit blauen Initialen) und eingeschobenen Gebeten in der Ich-Form (mit roten Initialen). Die Illustrationen zeigen den Auszug Israels aus Ägypten und den Durchzug durch das Rote Meer (Mose traditionsgemäß gehörnt).

Das Medinger Osterorationale ist ein spätmittelalterliches klösterliches Andachtsbuch für das Osterfest. Die Handschrift entstand um 1470 im Zisterzienserinnenkloster Medingen im heutigen Niedersachsen und wurde 2024 von der Herzog August Bibliothek in Wolfenbüttel erworben.

## Inhalt
Die kleinformatige Handschrift umfasst 335 doppelseitig beschriebene hochformatige Pergamentblätter mit einer Größe von 14,5 zu 9,5–9,9 cm. Gebunden ist sie in einen Holzdeckeleinband mit braunem Lederbezug. Die Schrift enthält liturgische Texte der Osterliturgie, Gebete und Meditationen, deren Texte meist 17-zeilig in einer regelmäßigen Bastarda geschrieben sind. Sie sind überwiegend in Latein mit längeren niederdeutschen Passagen gehalten. Die Lombarden weisen meist die Farben Rot und Blau auf.
Die 38 farbigen Illustrationen sind kunstvoll und aufwendig gestaltet und zeigen erzählende und allegorische biblische Szenen des Ersten und Zweiten Testaments wie Mose, David, Salomo, Maria mit Johannes dem Täufer, Jacobus Minor, Petrus, den Apostel Thomas, musizierende Engel am Grabe Jesu sowie begleitend die Kirchenväter Ambrosius, Leo, Gregor und Hieronymus. Die Textanfänge sind mit farbigem Rankenwerk und Gold verziert. In den Illustrationen bildeten sich die Nonnen auch selbst ab, und es sind Details, wie spezifische Kleidungsstücke, zu erkennen. Die Handschrift zeichnet sich durch ihre Gestaltung mit einzigartigen ikonografischen Merkmalen aus. Da die Texte die Osterfeier behandeln, wird die Schrift als Osterorationale bezeichnet.
Zentrale Bedeutung hat die Feier der Osternacht, die liturgisch als Nachtwache konzipiert ist. Sie wird eingeleitet durch den Gesang des Exsultet und einer Folge von biblischen Lesungen, die die Heilsgeschichte darstellen. Die zentrale Erzählung ist, wie beim jüdischen Pessachfest, die von der Errettung des Volkes Israel aus Ägypten durch Gott, den Auszug aus Ägypten und den Durchzug durch das Rote Meer. Im Exsultet heißt es: „Dies ist die Nacht, die unsere Väter, die Söhne Israels, aus Ägypten befreit und auf trockenem Pfad durch die Fluten des Roten Meeres geführt hat. … Dies ist die selige Nacht, in der Christus die Ketten des Todes zerbrach und aus der Tiefe als Sieger emporstieg. … Dies ist die Nacht, von der geschrieben steht: ‚Die Nacht wird hell wie der Tag, wie strahlendes Licht wird die Nacht mich umgeben. Der Glanz dieser heiligen Nacht nimmt den Frevel hinweg, reinigt von Schuld, gibt den Sündern die Unschuld, den Trauernden Freude. Weit vertreibt sie den Hass, sie einigt die Herzen und beugt die Gewalten.‘ … O wahrhaft selige Nacht, die Himmel und Erde versöhnt, die Gott und Menschen verbindet!“ Die Handschrift bietet die Texte der Liturgie mit darauf bezogenen bildlichen Darstellungen. In die Texte sind Gebete und Reflexionen eingeschoben, zum Teil Satz für Satz, und durch rote Initialen gekennzeichnet. So konnten die Nonnen während der österlichen Nachtwache und an den folgenden Ostertagen die liturgischen Texte meditativ und betend nachvollziehen und bedenken.
Ein besonderes Stilmittel des gesamten Gebetbuches ist die „Personifizierung“ der Nacht, auch über den Kontext des Exsultet hinaus. So wird die Nacht als „fließendes Gold“ (auriflua) und als „die Höchste“ (altissima) begrüßt und textlich sowie durch Illustration dargestellt (fol. 26v); sie steht für das größte Wunder der Heilsgeschichte, die Auferstehung Jesu Christi, die die Sünde des Menschen hinwegnimmt und eine sonst dunkle Nacht erhellt. In der tatsächlichen Dunkelheit der Osternacht zwischen Karsamstag und Ostersonntag in einer Kirche bei Kerzenlicht wurde das Heilsgeschehen in den goldenen Initialen der Gebetbücher reflektiert und zeigte das Paradox einer goldenen, lichtdurchfluteten Osternacht (Nox auriflua, ‚fließende Goldnacht‘), wie es die Literaturforscherin Marlene Schilling von der University of Oxford in einer Untersuchung des Gebetbuches feststellt. Das literarische Mittel der Personifizierung ermögliche „es der betenden Person, auf sehr greifbare Weise über Ostern zu sprechen und darüber nachzudenken“. Die Nonne werde dadurch angeleitet, „eine innige Beziehung zu diesem besonderen Moment und all seinen Implikationen für die Erlösung aufzubauen.“

## Geschichte
Im 16. Jahrhundert bekam die Handschrift eine Neubindung in Lüneburg. Auch nach der Reformation war sie noch in Gebrauch, was spätere Überarbeitungen belegen. Seit etwa 1668 war das Medinger Osterorationale in Lüneburger Privatbesitz. 2021 gelangte es in den Handel und wurde bei einer Auktion mit einem Mindestgebot von 4000 Euro zum Kauf angeboten. 2024 erwarb es die Herzog August Bibliothek von einem Antiquar für 130.000 Euro. Der Ankauf wurde von der Kulturstiftung der Länder, der Klosterkammer Hannover und dem Niedersächsischen Ministerium für Wissenschaft und Kunst gefördert. Die Bibliothek machte das Werk der Forschung und Öffentlichkeit als Digitalisat im Internet zugänglich.
Die Schrift ist Teil der umfangreichen Reihe von persönlichen Gebetbüchern im Kloster Medingen vor der Reformation, die Nonnen eigenhändig geschrieben und ausgemalt haben. Heute sind etwa 50 weitere Handschriften bekannt.